# Voglio essere amata (film 1942)
Voglio essere amata (Hab mich lieb) è un film del 1942, diretto da Harald Braun.

## Trama
Una giovane ballerina è l'oggetto del desiderio di un giovane e timido egittologo. Il ragazzo si confida con un suo amico che reputando la ragazza troppo superficiale cerca di ostacolare i suoi piani. Quando la ragazza scopre i suoi piani lo affronta ma subito dopo un iniziale diverbio tra i due nasce una simpatica amicizia che si trasformerà presto in amore.

## Produzione
Il film fu prodotto dall'Universum Film (UFA).